# 琉球民族独立総合研究学会
琉球民族独立総合研究学会（りゅうきゅうみんぞくどくりつそうごうけんきゅうがっかい、英: The Association of Comprehensive Studies for Independence of the Lew Chewans）は、日本の任意団体。
琉球（沖縄）の日本からの独立の研究を標榜しているが日本学術会議協力学術研究団体の指定する協力学術研究団体ではなく、同会議などによる「学会名鑑」にも登録していない、いわゆる学会ではない学会。

## 概要
本学会は「琉球民族の琉球民族による琉球民族のための学会」であるとする。「琉球民族」を「日米によって奴隷の境涯に追い込まれた」存在と見做し、琉球の日本からの独立を前提とした研究、討論をおこなっていくとしている。毎年2回の学術会議を開き、国連脱植民化特別委員会にて同地を脱植民運動が進行中の地域として登録されることも目標としている。
会員は「琉球の島々に民族的ルーツを持つ琉球民族に限定する」としている。入会は理事会を経て、総会の承認を必要とする

## 活動
- 2014年には国連直訴のための自己決定権のシンポジウムを開催した[5]。
- 2015年3月15日の大会では米軍基地キャンプ・シュワブのゲート前での新基地建設に反対する政治活動を行った[6]。
- 2016年には代表の松島泰勝が中国の北京大学で沖縄の自己決定権や米軍基地問題、独立などを巡って意見を交わした[7]。
- 2017年には「琉球・沖縄ヘイト問題から考える琉球民族独立の必要性」として沖縄に対するデマ、いわゆるヘイト本[8]に関するシンポジウムを開催した。
- 2018年には、国連で日本政府は固有の文化を持つ沖縄の人々を「先住民族」と認めるべきだと主張した[9]。しかし、この沖縄県民が先住民であるという国連勧告には、沖縄県宜野湾市議会で反対決議も成立している[10]。
- 2023年10月28日、29日には、中華人民共和国の北京大学で行われた沖縄フロンティア研究国際シンポジウムに、友知政樹、松島泰勝、親川志奈子が参加した[11][12]。中国側の参加者には、琉球地位未定論の書籍を出版した劉丹や羅歓欣。北京大学教授の徐勇などが参加した[11][12]。
- 2024年2月29日、団体設立10周年を迎え「琉球独立学研究第６号」を発刊し、沖縄タイムスを訪れた[13]。

## 評価
- ロバート・D・エルドリッヂは、学会の名前こそ付いているものの、はじめから少数民族、植民地支配、独立などといった「結論」ありきであり学会らしからぬ組織と述べている[14]。[要検証 – ノート]
- 佐藤優は、琉球民族独立総合研究学会の背景には理解も示しつつ、外務省時代の体験から、大多数の日本人は沖縄の立場を理解すべきだとしながらも、小国が生き残る過酷さから沖縄独立には反対していると述べている[15]。
- 照屋寛徳は、「琉球民族独立総合研究学会」が設立されることに対して「大いに期待し、賛同する」と発言した[16]。
- 唐淳風は、琉球民族独立総合研究学会の設立に関し「琉球の人々が独立回復を求めて止まないことを思い起こさせるもの」と評価した[17]。
- ロバート・カジワラは、著書『OCCUPIED OKINAWA』の執筆において琉球民族独立総合研究学会の豊富な知識が役に立ったとし、謝辞を述べている[18]。豊富な一次情報源を提供に感謝し、友知政樹を偉大な琉球独立のリーダーと述べている[19]。